# Kyriakos Mazoulouxis
Kyriakos Mazoulouxis (1 mei 1997) is een Griekse voetballer. Hij speelt als verdediger bij Lierse SK. Mazou maakte zijn debuut op 6 mei 2017 tegen Union Sint-Gillis. Hij kreeg zijn kansen in de laatste 4 matchen van Playoff 2.

## Statistieken
| Seizoen        | Club           | Land            | Competitie      | Competitie | Competitie | Beker | Beker | Internationaal | Internationaal | Totaal | Totaal |
| Seizoen        | Club           | Land            | Competitie      | Wed.       | Dlp.       | Wed.  | Dlp.  | Wed.           | Dlp.           | Wed.   | Dlp.   |
| -------------- | -------------- | --------------- | --------------- | ---------- | ---------- | ----- | ----- | -------------- | -------------- | ------ | ------ |
| 2016/17        | K. Lierse SK   | Vlag van België | Eerste klasse B | 4          | 0          | 0     | 0     | —              | —              | 4      | 0      |
| Carrièretotaal | Carrièretotaal | Carrièretotaal  | Carrièretotaal  | 4          | 0          | 0     | 0     | 0              | 0              | 4      | 0      |

Bijgewerkt t/m 11 augustus 2017.
2 Vinck ·
4 Frans ·
5 Boussaid ·
7 El-Gabas ·
8 Allach ·
11 Laurent ·
12 Kasmi ·
13 Buysens ·
14 Yakubu ·
15 Bourdin ·
16 Poelmans ·
17 Weuts ·
18 Wils ·
21 Sabir ·
22 Joachim ·
23 De Busser ·
24 Diarra ·
25 Binst ·
30 Goris ·
32 Andrei ·
34 Hall ·
39 Ntambwe ·
44 Janssens ·
44 Janssens ·
77 Yagan ·
Badibanga ·
Coach: Still